# Pseudaraeolaimus laminata
Pseudaraeolaimus laminata (syn. Diplopeltula laminata) is een rondwormensoort uit de familie van de Diplopeltidae. De wetenschappelijke naam van de soort is voor het eerst geldig gepubliceerd in 1972 door Vitiello.